# Michael Ciccarelli
Michael Ciccarelli (Ancaster (Ontario), 4 september 1996) is een Canadese snowboarder.

## Carrière
Bij zijn wereldbekerdebuut, in augustus 2012 in Cardrona, scoorde Ciccarelli direct wereldbekerpunten. Op de FIS wereldkampioenschappen snowboarden 2015 in Kreischberg eindigde de Canadees als vijfde op het onderdeel big air en als zesde op het onderdeel slopestyle. Op 21 februari 2015 boekte hij in Stoneham zijn eerste wereldbekerzege.

## Resultaten

### Wereldkampioenschappen
| Jaar | Plaats      | Resultaten               |
| ---- | ----------- | ------------------------ |
| 2015 | Kreischberg | 5e Big Air 6e Slopestyle |

### Wereldbeker
Eindklasseringen
| Seizoen   | Algm | HP  | BA  | SBS   |
| --------- | ---- | --- | --- | ----- |
| 2012/2013 | 119e | 67e | –   | 93e   |
| 2013/2014 | 82e  | 60e | –   | 101e  |
| 2014/2015 | 11e  | –   | 41e | Brons |

Wereldbekerzeges
| Datum            | Plaats   | Onderdeel  |
| ---------------- | -------- | ---------- |
| 21 februari 2015 | Stoneham | Slopestyle |